# Romblon
Romblon là một tỉnh đảo của Philippines thuộc vùng Mimaropa ở Luzon. Tỉnh này bao gồm 20 hòn đảo trong biển Sibuyan. Các đảo nằm ở phía nam của Marinduque và Quezonư, phía đông của Mindoro, phía bắc của Aklan và Capiz, và phía tây của Masbate. Ba hòn đảo lớn là đảo Romblon, Tablas, và đảo Sibuyan. Thủ phủ là đô thị cũng được đặt tên là Romblon nằm ở đảo Romblon, tỉnh nằm ở gần trung tâm của quần đảo Philippines, và các đảo cực bắc của nhóm Visayan, do đó trước đây tỉnh thuộc vùng Tây Visayas, nhưng sau đó đã được chuyển giao sang khu vực IV-B hoặc Mimaropa thuộc về Luzon.

## Nhân khẩu
Đa số các cư dân của tỉnh là người Visayan, một số người Negritos được tìm thấy trong các khu vực sâu trong nội địa của Tablas, Carabao và Manguianes. Có ba ngôn ngữ bản địa của cư dân Romblon là tiếng Romblomanon hoặc Tiyad Ini bao gồm nhiều biến thể tiếng địa phương Sibuyanon, Bantoanon hoặc Asi, và Inunhan hoặc Onhan.tiếng Hiligaynon, tiếng Tagalog, và tiếng Anh cũng được sử dụng tùy thuộc vào tình hình.Những người dân của tỉnh chủ yếu là Kitô giáo với 75% thuộc về Công giáo La Mã và 25% cho các giáo phái Tin Lành.
Hầu hết các cư dân của Romblon ngày hôm nay là con cháu của người định cư Mã Lai, những người được cho là đã đến ở Philippines khoảng năm 1200 CN. Người Tây Ban Nha đã đô hộ Philippines từ năm 1582 và quản lý địa bàn tỉnh. Một số pháo đài Tây Ban Nha cũ và nhà thờ, được xây dựng với các khối đá san hô, khảm với các công trình thiết kế phức tạp, hiện vẫn còn hiện hữu.

## Hành chính
Romblon được chia thành 17 đô thị tự trị:
| - Alcantara - Banton - Cajidiocan - Calatrava - Concepcion - Corcuera - Ferrol - Looc - Magdiwang | - Odiongan - Romblon - San Agustin - San Andres - San Fernando - San Jose - Santa Fe - Santa Maria (Imelda) |